# Медаль «За китайскую кампанию» (Италия)
Медаль «За китайскую кампанию» (итал. Medaglia commemorativa della campagna in Cina, полное название Medaglia commemorativa della campagna nell'Estremo Oriente) — итальянская медаль, предназначенная для награждения военнослужащих и гражданских лиц, принимавших участие в подавлении Ихэтуаньского восстания, в 1900 — 1901 гг. (в том числе для участвовавших в обороне дипломатических представительств в Пекине)

## История
В связи с началом восстания, иностранные державы, чьи коммерческие интересы в Китае оказались под угрозой, приняли ответные меры, и уже в конце мая 1900 года корабли Англии, Италии и США стояли на якоре в порту Таку. Международный контингент в составе 75 французов, 75 русских, 75 британцев, 60 американцев, 50 немцев, 40 итальянцев и 30 австрийцев выдвигался к Пекину.
5 июля 1900 года итальянский парламент санкционировал создание вспомогательного корпуса численностью около 2000 человек под командованием полковника Гариони.
По завершении конфликта, германский император Вильгельм II предложил участвовавшим в нём державам учредить общую памятную медаль, но эта идея потерпела неудачу из-за противодействия со стороны Франции и Великобритании.
Каждая из восьми стран-участниц, за исключением Австрии, создала свои медали. Так же поступила и Италия, законом № 338 от 23 июня 1901 года учредившая Медаль «За китайскую кампанию», которой были награждены 2325 человек. Эта медаль считается одной из самых редких среди подобных итальянских наград.
Указ о её учреждении был отменён в 2010 году.

## Описание награды
- Медаль : круглой формы, бронзовая, диаметром 32 мм. На аверсе обращённый влево рельефный портрет короля Италии Виктора Эммануила III, обрамлённый соответствующей надписью (VITTORIO EMANUELE III RE D'ITALIA), под ним мелким шрифтом указано название монетного двора Regia Zecca. На реверсе в центре надпись в две строки CINA / 1900-1901, окружённая двумя лавровыми ветвями, перевязанными внизу лентой. Медальер — Луиджи Джорджи. Существовали и медали выпуска частных компаний.
- Лента : шёлковая, шириной 37 мм, золотисто-жёлтого цвета, с синими полосами, по краям — узкими, шириной 3 мм, и в середине — широкими, 5 мм, расстояние между широкими полосами 10 мм.

Первоначальные правила ношения, запрещавшие носить ленту отдельно от медали, были изменены королевским указом от 29 июля 1906 года, № 470, дававшим такое право.
- Дополнительные знаки отличия и награды: к ленте крепилась серебряная пристёжка с надписью CINA 1900-1901, учреждённая королевским указом от 15 марта 1908 г., № 96[5], для отличия этой медали от аналогичной, для тех, кто не принимал непосредственного в кампании, вручавшейся с 1903 г.

### Второй вариант медали для неучаствовавших в кампании
Королевским указом от 23 апреля 1903 г. № 176 был учреждён второй вариант медали, на реверсе которой было выбито только слово «КИТАЙ» без указания дат кампании, он предназначался для награждения военнослужащих армии и флота, а также всему гражданскому персоналу, служившим в Китае после 31 декабря 1901 года.
Королевский указ от 21 апреля 1904 г., № 195 распространял награждение на служащих Королевского флота, отправленных на территорию Кореи с 9 января 1904 года. Всего было произведено 736 награждений.
В соответствии с вышеупомянутым Королевским указом № 96 от 1908 года, помимо введения пристёжки, было объявлено, о прекращении награждений военнослужащих проходящих службу в Китае или Корее после 31 марта 1908 года.